# Antonio José Raíllo Arenas
Antonio José Raíllo Arenas (Còrdova, 8 d'octubre de 1991) és un futbolista professional andalús que juga al RCD Mallorca com a defensa central.

## Carrera de club
Nascut a Còrdova, Andalusia, Raíllo es va graduar al planter local del Séneca CF, i va debutar com a sènior amb el CD Pozoblanco la temporada 2010-11, a Tercera Divisió. El 8 de març de 2011 va fitxar pel Reial Betis amb un acord que es va fer efectiu al juny, i posteriorment va ser assignat al filial de Segona Divisió B.
L'agost de 2012, Raíllo va fitxar per un altre equip filial, el Còrdova CF B de la tercera divisió. El 9 de juliol de l'any següent va ser cedit al RCD Espanyol amb un contracte d'un any, passant a l'equip B de segona divisió B després d'aconseguir l'ascens amb el primer.
Raíllo va acceptar un nou contracte amb els catalans el 22 de maig de 2015, fins al 2018, ascendint a la plantilla del primer equip de la primera divisió. Va aparèixer per primera vegada a la competició el 22 d'agost, jugant els 90 minuts sencers en una victòria a casa per 1-0 contra el Getafe CF.
El 27 de gener de 2016, després d'haver estat utilitzat amb moderació, Raíllo va ser cedit al club de Segona Divisió SD Ponferradina fins al juny. Va marcar el seu primer gol com a professional el 29 de maig, l'empat en un empat 1-1 fora del CD Tenerife.
Raíllo va signar un contracte de tres anys amb el RCD Mallorca el 29 de juny de 2016. Amb Vicente Moreno, va formar part de la plantilla que va aconseguir dos ascensos consecutius per assolir la màxima categoria el 2019.
A la campanya 2023–24, Raíllo va ajudar el Mallorca a arribar a la final de la Copa del Rei per primera vegada en 21 anys. Capità durant molt de temps, el 18 de febrer de 2024 va esdevenir el novè jugador del club amb més aparicions (242), però també en el qual va tenir més expulsions (vuit, empatat amb Sergio Ballesteros).